# Eupholus bennetti
Eupholus bennetti és una espècie de coleòpter de la família Curculionidae. Pot assolir una longitud d'aproximadament 22–32 mil·límetres. La coloració és bastant variable, sent normalment blau o verd, amb dues bandes negres longitudinals al llarg del pronot i els èlitres. El color blau verdós deriva de escates molt petites. La punta de les antenes és negre. Es troba a pastures humides de Papua Nova Guinea.
El nom científic commemora el naturalista australià George Bennett.